# 経済学史学会
経済学史学会（けいざいがくしがっかい、英語: The Japanese Society For The History Of Economic Thought (JSHET)）は、日本の学術研究団体の一つ。

## 概要
1950年4月22日設立。学術研究団体としての種別は単独学会。
経済学を学術研究領域とし、経済学史研究の振興と経済学史研究者の交流による研究水準の向上を目指し、経済学についての知識の究明を通じて日本社会の発展に貢献することを目的としている。
国内においては日本経済学会連合に加盟している。国際会議としては、EshetThe International Adam Smith Societyを共催している。

## 沿革
- 1950年 - 経済学史学会設立。

## 刊行物

### 経済学史研究
- 誌名（和文）：経済学史研究
- 誌名（欧文）：The History of Economic Thought
- 創刊年：1963
- 資料種別：ジャーナル（査読付き論文を含む）
- 使用言語：日英混在
- 発行形態：印刷体
- 著作権帰属先：学会
- クリエイティブコモンズ：定めていない
- 購読：有料